# Редингская тюрьма
Ре́дингская тюрьма (Reading Gaol, HM Prison Reading) — тюрьма в Рединге (Беркшир, в 60 км к западу от Лондона), существовавшая с 1844 по 2013 годы.

## История
Тюрьма Рединг была построена в 1844 году как тюрьма графства Беркшир в центре одноименного города, чтобы заменить устаревшую тюрьму XVI века, которая располагалась рядом со средневековым бенедиктинским Редингским аббатством, у реки Кеннет. Здание воплощало самые современные идеи пенитенциарной архитектуры своего времени. Проект разработан Джорджем Гилбертом Скоттом, который основывался на модели тюрьмы Пентонвиль. Здание построено в форме креста и имеет 4 крыла, обозначенных литерами A, B, C и D. Дизайн тюрьмы Пентонвиль, в свою очередь, был скопирован с Филадельфийского государственного пенитенциарного учреждения, построенного в 1829 году в штате Пенсильвания (США). С целью предотвращения распространения уголовных знаний и  ограничения взаимодействий между заключенными использовался популярный в то время «принцип разделения», поэтому арестанты содержались в одиночных камерах.
Тюрьма графства Беркшир являлась местом приведения в исполнение смертных приговоров. Первая казнь состоялась 22 марта 1845 года, она была публичной и проводилась в присутствии 10.000 свидетелей (умерщвлен через повешение Томас Дженнингс, Thomas Jennings). Последним публично казненным 14 марта 1862 года стал Джон Гульд (John Gould). После 1913 г. казни в Рединге не проводились.
В двадцатом веке тюрьма использовалась для содержания интернированных во время обеих мировых войн, а также в качестве тюрьмы для ирландских заключенных, участвовавших в Пасхальном восстании 1916 года.
В 1919 году тюрьма была закрыта. До конца Второй мировой войны в Рединге размещались склад питания, хранилище для книг, офис окружного управления цензуры и другие организации.
В апреле 1945 года втайне от общественности Рединг передан в руки канадских военных, и с мая в созданном на территории тюрьмы изоляторе содержали 370 канадских военных из казарм Хедли (Headley Detention Barracks). С августа 1946 года Рединг вновь функционировал как местная тюрьма. С 1951 года Редингская тюрьма превратилась в колонию для несовершеннолетних преступников.  В 1968 году в британской прессе активно обсуждалось жестокое обращение с заключенными Рединга, что послужило причиной закрытия колонии 14 января 1969 года. С 1969 года тюрьма вновь приобретает статус местной тюрьмы, в это время здания частично перестроены. Начиная с 1992 года и до закрытия являлась центром предварительного заключения молодых правонарушителей и содержания осужденных в возрасте от 18 до 21 года. В 2003 году в тюрьме открыт Центр профессионального обучения.

## Оскар Уайльд в Рединге

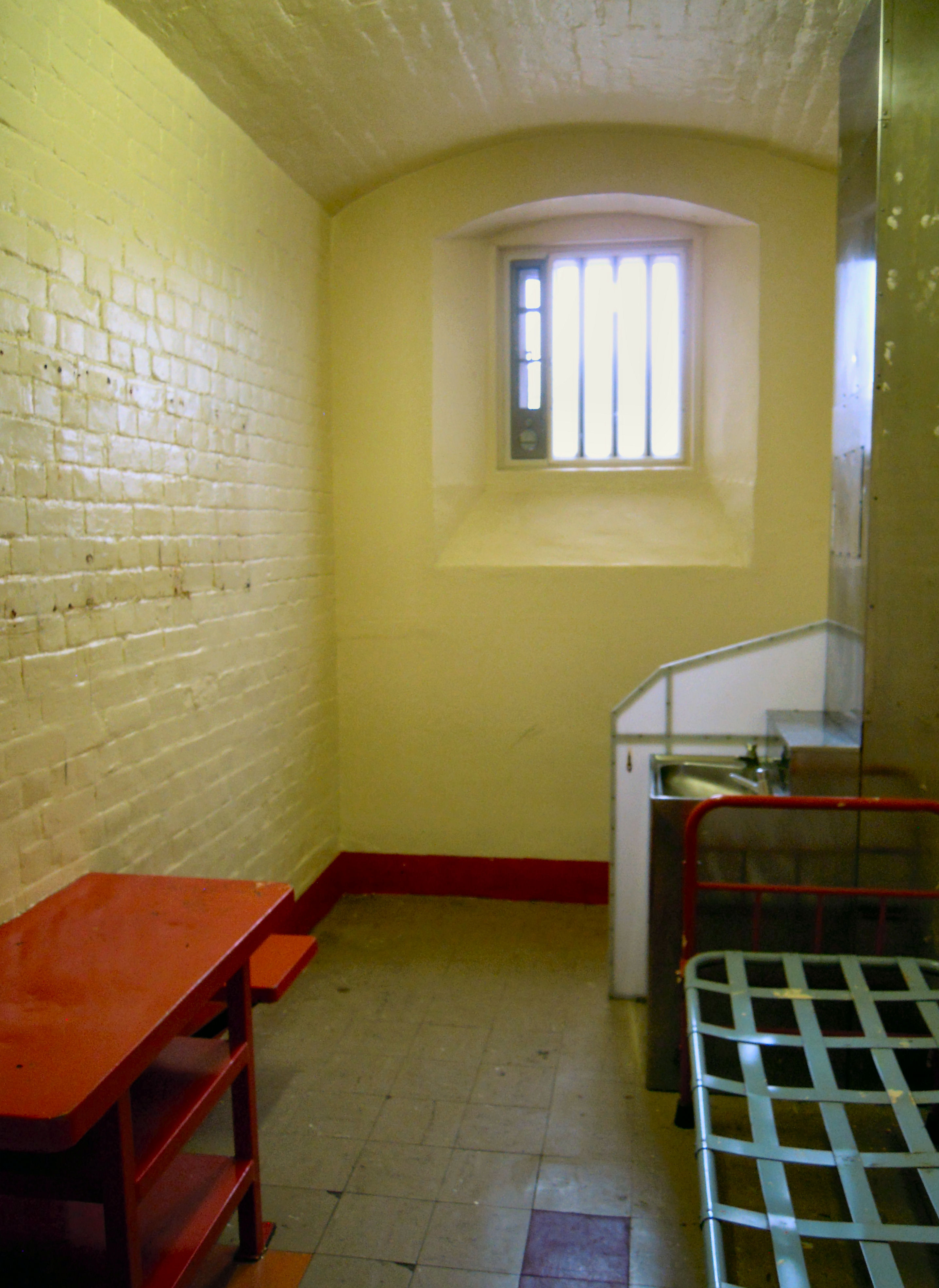
Камера, в которой содержался О. Уайльд

Тюрьма в Рединге известна в связи с именем Оскара Уайльда, содержавшегося в ней с 20 ноября 1895 до 18 мая 1897 года . До июля 1896 года начальником тюрьмы служил майор Айзексон, позже — майор Нельсон, с появлением последнего стали возможны существенные послабления в режиме содержания Уайльда. Здесь с января по март 1897 года Уайльдом написано письмо-исповедь De Profundis, обращенное к лорду Альфреду Дугласу. Уже после освобождения бывший узник написал знаменитую «Балладу Редингской тюрьмы», в основе которой лежат реальные события: казнь одного из заключенных — гвардейца-кавалериста Чарлза Томаса Вулриджа, приговоренного к смерти за убийство из ревности своей жены.
В мае 1997 года мэрия Рединга провела конкурс творческих проектов по созданию мемориала Оскара Уайльда. Победил проект двух авторов — художника Брюса Уильямса и поэта Пола Малдуна. В ноябре 2000 года, к столетию со дня смерти писателя, между одной из стен тюрьмы и рекой Кеннет открыта Мемориальная аллея Оскара Уайльда. В начале аллеи посетителей встречает возвышающийся образ Оскара Уайльда. Фигура  является одной из створок ворот, которые, символизируя свободу, постоянно открыты. Плоская стальная пластина лазерной резки, формирующая фигуру писателя, создает иллюзию объема. Ворота обрамлены двумя панелями, несущими два стихотворных текста Пола Малдуна. Забор вдоль реки также создан методом лазерной резки, что придает эффект драпировки, и под определенным углом зрения открывается строка «О прекрасный мир!» — первые слова, произнесенные освобожденным узником Рединга. «Этот памятник, — не монумент, — сказал Брюс Уильямс, — это протяженная и обволакивающая среда, место для созерцания и для новой близости, на этот раз без суда».